# دوغ هيرينغ جونيور
دوغ هيرينغ جونيور (بالإنجليزية: Doug Herring, Jr.) هو لاعب كرة سلة أمريكي. بدأ مسيرته الاحترافية في سنة 2014. يلعب مع لندن لايتنينج في دوري كندا الوطني لكرة السلة. يبلغ طوله 6 قدم 3 بوصة (1.9 م).

## المسيرة الاحترافية
لعب مع برستل فلايرز في موسم 2014–2015، ثم لعب مع ديفينسور سبورتينغ في موسم 2016–2017، ثم لعب مع لندن لايتنينج في سنة 2016.